# War Diary
Choongmoogong (coréen: 충무공전 : 난중일기편, 亂中日記편) ou War Diary est un jeu vidéo de stratégie en temps réel développé par Trigger Soft Corporation (coréen:(주) 트리거 소프트) et publié en août 1996 en Corée du Sud.

## Trame
Ce jeu vidéo est basé sur le journal intime de l'amiral Yi Sun-sin, le Nanjung Ilgi, et est l'un des premiers jeux de stratégie en temps réel basé sur l'histoire militaire de la Corée.

### Synopsis
War Diary est un jeu de stratégie en temps réel basé sur des événements réels qui ont eu lieu vers la fin du XVIe siècle. Toyotomi Hideyoshi, par ses campagnes militaires, avait réuni le Japon pour la première fois. Brillant stratège, son appétit pour le pouvoir ne fut cependant pas rassasié; c'est la raison pour laquelle, Hideyoshi a demandé la permission que la Corée lui ouvre le passage de ses troupes pour leur permettre d'envahir la Chine. La Corée ayant refusé, en 1592 les troupes d'Hideyoshi composées d'environ 150 000 à 200 000 hommes  débarquèrent sur les côtes coréennes. Les Japonais possédaient une arme que les Coréens n'avaient pas rencontrée jusque-là : l'arquebuse (romaji : Teppō Kanji: 鉄炮 littéralement canon en fer). Les Japonais avancèrent rapidement, et capturèrent la capitale de Séoul en deux semaines. Et c'est dans ce scénario que vous êtes envoyé, dans War Diary. En tant que général coréen, vous devez écraser cette armée d'invasion dans une série de campagnes qui mettra au défi votre esprit et accélérera votre rythme cardiaque.

## Système de jeu
War Diary est un jeu vidéo de stratégie en temps réel: c'est-à-dire que, contrairement à un jeu de stratégie comme les échecs, le joueur ne joue pas contre l'ordinateur, chacun à leur tour mais simultanément et en continu.  Cet aspect introduit une contrainte de temps obligeant le joueur à gérer les différents aspects du jeu (ressources, création de troupes et combats) simultanément et aussi rapidement que possible.
War Diary en mode campagne est constitué de 12 missions de chronologie et de difficulté croissante. Le but d’une partie est normalement de détruire le quartier général de la base des troupes adverses (hangeul:본영 hanja: 本營). Cependant, des objectifs différents sont parfois assignés au joueur dans le mode campagne, notamment les niveaux 2, 5, 7, 10 et 11. Pour gagner, le joueur doit collecter des ressources lui permettant de développer sa base (à l'exception du niveau 11) et de créer une armée capable de défaire l’armée adverse et de détruire sa base. De nouvelles structures, unités et armes sont disponibles au fur et à mesure que le niveau de difficulté augmente.

## Économie
War Diary demande au joueur de collecter des ressources pour développer sa base et créer des troupes armées. Pour cela, le joueur dispose généralement dès le début d'un quartier général, des unités combattantes (hangeul : 병졸 hanja : 兵卒) et des unités non-combattantes, communément appelés paysans (hangeul : 농부 hanja: 農夫) entourés d'un brouillard de guerre.
En plus de stocker les ressources, le quartier général permet de construire des bâtiments supplémentaires et d'effectuer des transactions.
Seuls les paysans peuvent récolter de la nourriture (hangeul : 식량 hanja : 食糧) dans les champs (hangeul : 농지 hanja: 農地), extraire le bois (hangeul : 나무, 목재 hanja : 木材) coupé en forêt ou faire fondre du fer (hangeul : 철 hanja : 鐵) en travaillant comme forgeron à la ferronnerie.
Le quartier général permet aussi de construire des miradors ou tours de garde (hangeul : 망루 hanja : 望樓) capable de tirer des flèches ou de tirer des boulets sur les envahisseurs.

## Création de troupes
Pour produire des troupes armées, il faut au préalable construire les bâtiments prévus à cet effet.Chaque édifice a un coût une certaine quantité d'argent (coréen : 돈), de bois et de fer.
La Caserne (hangeul : 훈련도감 hanja: 訓練都監) est le premier bâtiment militaire disponible et permet au joueur de créer toutes les unités ne disposant ni de pouvoir magique ni les unités de siège. Cela inclut des paysans, des unités de mêlée de base ou fantassins, des unités pouvant tirer à distance ou archers (hangeul: 사수 hanja: 射手), des unités montant des animaux ou cavaliers (hangeul: 장수 hanja: 將帥). Les cavaliers ne sont pas immédiatement disponibles dans la Caserne et il est nécessaire de construire une écurie  (hangeul: 우리 가축 hanja: 우리 家畜) pour les débloquer.
L'Usine Lourde (hangeul: 중기 제작소 hanja: 重機 製作所) permet au joueur de créer des unités de sièges comme des engins névrobalistiques : les Hwach'a (hangeul : 화차 hanja: 火車) et les canonniers (hangeul : 포병 ou 포수 hanja:砲兵 ou 砲手).
Le chantier de construction navale (hangeul: 조선소 hanja: 造船所) permet au joueur de construire des navires de transport (hangeul: 판옥선) et les célèbres bateaux-tortue (hangeul : 거북선 hanja: 龜背船) pour faire face aux Atakebune ennemis (hangeul:공격선).
L'Usine à armement (hangeul : 무기 제작소 hanja: 武器 製作所) permet au joueur de fabriquer des armes (jusqu'à six types de flèches (hangeul:목궁 ou 각궁 hanja: 木弓 ou 角弓), d'épées et canons) pour ses armées.
Les Temples bouddhistes (hangeul: 절) permet au joueur de créer des moines guerriers (hangeul: 승병 ou 마법사 hanja: 僧兵 ou 魔法師) qui sont dotées de nombreux pouvoirs magiques.

## Les combats
Les combats de War Diary se déroulent en temps réel et ne font pas l’objet d’une phase de jeu spécifique : Le joueur peut donc être amené à gérer plusieurs affrontements en même temps tout en devant continuer de s’occuper de sa base et de son économie. Lors de ces combats, le joueur doit contrôler ses unités individuellement ou par groupe dans le but d’éliminer les troupes ou bâtiments adverses.
Chaque type d'unité possède des caractéristiques d'attaque (hangeul:공격력 hanja: 攻擊力), de vitesse (hangeul:연속공격 hanja: 連續攻擊) et d’expérience de combat déterminant sa puissance au combat et la manière dont elle doit être utilisée pour optimiser son efficacité.
Les unités de mêlées comme les Fantassins et surtout les Cavaliers se caractérisent par exemple par une bonne défense. Les Cavaliers disposent en plus d'une vitesse supérieure à celle des Fantassins ce qui leur permet d'atteindre et de tuer les unités adverses comme les artilleurs canonniers avant que celles-ci ne fassent trop de dégâts. Les unités comme les Hwach'a et surtout les Archers sont moins résistantes mais grâce à leurs attaques à distance ils peuvent se révéler redoutables pour protéger une ligne de Fantassins.  Les unités de siège (les Artilleurs Canonniers) attaquent également à distance et peuvent faire de gros dégâts de zone mais leur lenteur les rendent difficilement maniables, deviennent des cibles faciles et un joueur peut espacer ses unités pour éviter qu’un boulet de canon ne les touchent toutes d’un coup.

Les sortilèges des moines ont également une grande importance dans les combats et le joueur pourra faire pencher la balance en sa faveur en les utilisant correctement. Le sortilège de guérison permet par exemple de soigner vos unités blessées et donc de les garder en vie plus longtemps.

La puissance des unités peut être modifiée en les armant soit d'une dague (hangeul: 비수 hanja: 匕首) pour accroître leur caractéristique d'attaque, soit d'un bouclier  pour augmenter leur résistance, soit de ginseng (hangeul : 인삼 hanja: 人蔘) pour que les unités puissent récupérer plus rapidement ou soit des bottes Suhwaja (hangeul: 수화자 hanja: 水靴子) pour accroître leur mobilité.
En plus de gérer les troupes, la base et les ressources, la météo et l'heure de la journée sont des éléments à prendre en considération. Une girouette est affichée en bas de l'écran du jeu principal, indiquant la direction du vent. La pluie et les orages peuvent aussi affecter les troupes du joueur. Une montre en forme de cadran solaire est également affichée en bas de l'écran du jeu principal, ce qui aidera le joueur à déterminer le moment de la journée, car il peut être plus avantageux de lancer un raid nocturne par opposition à une attaque frontale en pleine journée.

## Interface
L’interface de War Diary est basée sur le même principe que celle de Dune II. L’écran principal est divisé en plusieurs parties :

La partie supérieure  est la partie principale du territoire sur laquelle le joueur opère que ce soit lors de la construction de sa base ou lors des combats. En bas à gauche, se trouve ce qu’on appelle communément la mini-map et qui correspond à une carte de l’ensemble du territoire pouvant être exploré par le joueur au cours de la partie. Les zones non explorées par le joueur apparaissent initialement en noir sur la carte principale et la mini-map et le joueur doit donc les explorer à l’aide de ses troupes pour en gagner la vision. Tout en haut se trouvent également les compteurs de ressource indiquant la quantité d'argent, de bois et de fer que le joueur a en stock. En appuyant sur la touche <<F10>> la barre de <<menu>> apparait, elle permet entre autres de charger/sauvegarder jusqu'à 7 parties, de modifier les paramètres du jeu et de revoir le briefing de la mission à accomplir.
Sélectionner une ou des unité(s) fait apparaitre dans la partie en bas à droite de l’écran le statut de celle(s)-ci incluant un portrait de l’unité et sa barre de vie, mais aussi un certain nombre de boutons de commande permettant de donner des ordres à cette unité comme par exemple « attaquer » ou « rester en position ». De même, sélectionner un bâtiment fait apparaitre un certain nombre de boutons de commande permettant de lancer la production d’unités ou la recherche d’une amélioration. Une barre indiquant le degré d’avancement de l’action en cours apparait également dans cette zone. La sélection d’une seule unité ou d’un bâtiment se fait en cliquant dessus à l’aide de la souris. Le joueur peut également sélectionner jusqu'à vingt unités d’un coup en faisant un cliquer-glisser autour d’un groupe d’unités. Les autres commandes du jeu sont également accessibles en utilisant la souris mais peuvent aussi être activées à l’aide de touches du clavier. Pour faire attaquer une unité préalablement sélectionnée, le joueur peut ainsi soit cliquer sur l’icône correspondant soit appuyer sur la touche « A » d'un clavier QWERTY avant de cliquer sur l’unité ou le bâtiment à attaquer.

## Missions
Conçues par Tae Gon Kim, les huit premières missions se déroulent au cours des invasions japonaises de Corée (Coréen : 임진왜란)
- Mission 1 concerne la bataille fictive de Mungyeong Saejae et a lieu le 7 juin 1592
- Mission 2 se déroule dans l'île de Ganghwa le 9 juin 1592.
- Mission 3 se déroule dans l'île Hwa, près de l'île de Hansan entre le 16 et le 27 juin 1592.
- Mission 4 a lieu dans la forteresse de Jinju entre le 7 et le 13 novembre 1592 et est liée au siège de Jinju.
- Mission 5 a lieu près de Hanyang (aujourd'hui Séoul) le 27 février 1593 et est probablement lié à la bataille de Byeokjegwan.
- Mission 6 a lieu dans les faubourgs et dans Hanyang même, le 19 mai 1593.
- Mission 7 se déroule en 1594 et pourrait être reliée à la seconde bataille de Danghangpo.
- Mission 8 a lieu le 27 août 1597 ou le 16 décembre 1598 correspondant probablement aux batailles de Chilcheollyang ou de Noryang.

Les missions 9 à 12 sont des scénarios non liés à l'invasion japonaise de la Corée parce que les deux grands protagonistes Hideyoshi et l'amiral Yi Sun-Shin avaient déjà rendu leurs âmes en 1598.

## Postérité
À la suite du succès de War Diary en Corée, Trigger Soft Corporation lança le développement d'un remake en janvier 1999 compatible avec Windows 95/98 : War Diary II (coréen: 충무공전 II: 난세 영웅전) avec plus de fonctions pour les unités et les structures ainsi que des graphismes nettement améliorés.